# Punta della lingua
Punta della lingua (nella lingua inglese noto anche con l'acronimo TOT — tip of (the) tongue — o con il termine lethologica, derivato dal greco antico) è il fenomeno per cui non si riesce a richiamare dalla memoria una parola o un termine, accompagnato dal parziale ricordo e dalla sensazione che il "recupero" di tale informazione è imminente. Il nome del fenomeno viene dal modo di dire "Ce l'ho sulla punta della lingua". Il fenomeno "punta della lingua" dimostra che l'accesso lessicale avviene per fasi.
Le persone che vivono il fenomeno punta della lingua riescono spesso a ricordare una o più caratteristiche della parola ricercata, ad esempio la lettera iniziale, su quale sillaba cada l'accento, e parole simili nel suono, nel significato, o entrambi. I soggetti riferiscono la sensazione di essere colti dallo stato (di blocco mnestico), una sensazione di vaga angoscia durante la ricerca della parola, ed un senso di sollievo quando si ritrova la parola. Benché molti aspetti dello stato punta della lingua rimangano incerti, ci sono due teorie principali che competono per spiegare l'accadimento, la concezione dell'accesso diretto e la concezione inferenziale. Anche l'emozione e i legami emotivi con quel che si cerca di rammentare possono avere un'incidenza sul fenomeno TOT. Quanto più forte è il legame emotivo, tanto più tempo ci vorrà per far riemergere l'elemento dalla memoria.
Gli stati TOT vanno distinti dagli stati FOK (feeling of knowing, sensazione di conoscere). FOK, invece, è la sensazione per cui una persona ritiene che sarà in grado di riconoscere — da una lista di oggetti — un oggetto che attualmente è inaccessibile.  Ci sono alcune prove che (gli stati) TOT e FOK fanno ricorso a diverse parti del cervello. I TOT sono associati alla corteccia cingolata anteriore, alla corteccia prefrontale dorsolaterale destra, e alla corteccia inferiore destra; non è così per gli stati FOK. I FOK possono essere valutati attraverso dei test di monitoraggio della memoria in cui al soggetto "testato" viene chiesto di "stimare la probabilità" di riconoscere quando "sollecitato da un indizio" o informazione che in precedenza non era riuscito a ricordare. Questo test punta a misurare la precisione del soggetto nel monitoraggio della memoria durante lo "stadio di estrazione della memoria".
Uno stato punta della lingua è normale per persone di tutte le età; tuttavia, diviene più frequente con l'invecchiamento. TOT può essere definito come un'effettiva malattia, ma solo quando diventa abbastanza frequente da interferire con l'apprendimento o la vita quotidiana. Il disturbo è detto disnomia se arrecato da un danno cerebrale, di solito da trauma alla testa, ictus, o demenza.
Il fenomeno punta della lingua ha implicazioni per la ricerca nei campi della psicolinguistica, memoria, e metacognizione.

## Storia

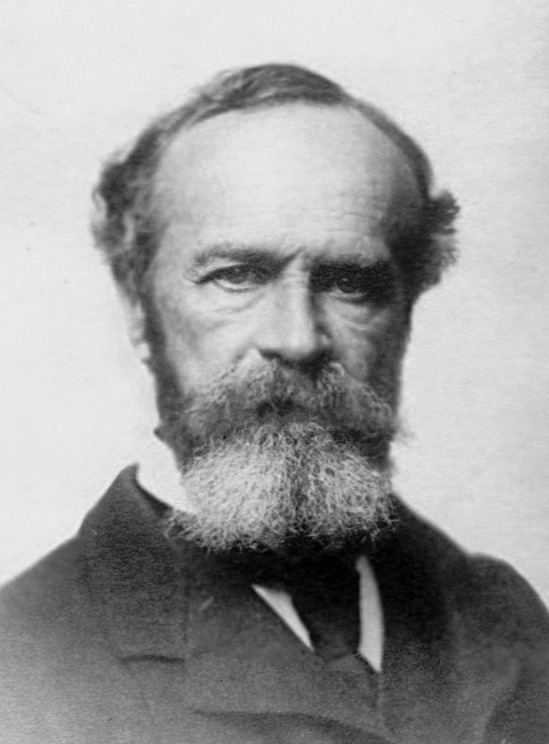
William James fu il primo psicologo a descrivere il fenomeno punta della lingua, benché non avesse usato questa espressione.

Il termine "punta della lingua" è mutuato dall'uso colloquiale, e potrebbe essere un calco linguistico dalla frase francese avoir le mot sur le bout de la langue ("avere la parola sulla punta della lingua"). Il fenomeno punta della lingua fu descritto per la prima volta come fenomeno psicologico nel testo The Principles of Psychology di William James (1890), sebbene non avesse usato tale espressione.
Anche Sigmund Freud discusse fattori psicologici inconsci, come pensieri inconsci ed impulsi che potrebbero far dimenticare parole familiari.
La prima ricerca empirica su questo fenomeno fu intrapresa dai ricercatori di Harvard Roger Brown e David McNeill e pubblicata nel 1966 dal Journal of Verbal Learning and Verbal Behavior. Brown e McNeill volevano determinare se la sensazione di imminente ricordo percepita nello stato punta della lingua fosse basata sull'effettiva capacità (di richiamare il ricordo) o se fosse soltanto un'illusione.
Nel loro studio, Brown e McNeill leggevano ai partecipanti all'esperimento le definizioni (e soltanto le definizioni) di parole rare, e chiedevano loro di nominare l'oggetto o il concetto che era stato definito. Quando la parola bersaglio veniva poi letta dallo sperimentatore, ai partecipanti veniva indicato di riferire se avessero provato uno stato punta della lingua. Brown e Mitchell identificarono tre tipi di stato TOT positivo:
1. Il partecipante riconosceva la parola letta dallo sperimentatore come la parola che aveva cercato (di ricordare).
2. Il partecipante ricordava correttamente la parola prima che fosse letta dallo sperimentatore.
3. Il soggetto ricordava la parola che stava cercando prima che la parola bersaglio fosse letta dallo sperimentatore, ma la parola ricordata non era il "bersaglio" previsto.[5]

Se un partecipante indicava uno stato punta della lingua, gli veniva chiesto di fornire ogni informazione che potesse ricordare circa la parola bersaglio. Brown e McNeill rilevarono che i partecipanti potevano identificare la lettera iniziale della parola bersaglio, il numero delle sue sillabe, parole dal suono simile, parole di significato simile, lo schema sillabico, e la posizione seriale di alcune lettere della parola bersaglio con un risultato migliore di quello che ci si potrebbe attendere tirando a caso. Le loro risultanze dimostravano la legittimità della sensazione di sapere ("la so, ma al momento mi sfugge") avvertita in uno stato punta della lingua. Questo studio costituì la base per la successiva ricerca sul fenomeno punta della lingua.

## Universalità
Le esperienze punta della lingua avvengono sia negli uomini sia nelle donne, e notoriamente viene nei giovani adulti, nelle persone di mezze età, e in quelle più anziane. Le esperienze TOT nell'infanzia non sono state studiate. Il livello di istruzione non è ritenuto un fattore nell'esperienza degli stati TOT. Monolingui, bilingui, e poliglotti incorrono tutti negli stati punta della lingua, sebbene con frequenze diverse (come verrà discusso nel prosieguo della voce).
Oltre all'inglese, molte altre lingue hanno termini informali per descrivere l'esperienza punta della lingua, facendo supporre che si tratti di un'esperienza che accomuna le culture più diverse.  In uno studio di B. L. Schwartz (1999), 45 delle 51 lingue esaminate hanno una frase idiomatica indicante il fenomeno punta della lingua che si riferisca a lingua, bocca, o gola in senso metaforico. Le traduzioni letterali inglesi di queste frasi si possono rendere come "sulla punta/testa della lingua", "in cima alla lingua", "davanti alla lingua", "scintillante in fondo alla lingua", e "nella bocca e in gola". In particolare, le lingue studiate che non hanno una frase idiomatica equivalente a punta della lingua sono lingua dei segni americana, amarico, islandese, kalenjin, e swahili. Comunque, anche chi usa la lingua dei segni riferisce esperienze (analoghe a) punta della lingua.

## Cause
Le cause del TOT sono in gran parte sconosciute ma sono state proposte numerose spiegazioni.
Esse possono essere ricondotte a due concezioni principali: quella dell'accesso diretto e la inferenziale.

### Concezione dell'accesso diretto
La concezione dell'accesso diretto assume che lo stato avvenga quando la forza della memoria non è sufficiente a rievocare un elemento, ma basta a far scattare lo stato. Ossia il soggetto ha accesso diretto alla presenza della parola bersaglio nella memoria, anche se essa non può essere immediatamente rievocata. Le teorie sulle cause del fenomeno punta della lingua che adottano la concezione dell'accesso diretto sono costituite dall'ipotesi del blocco, l'ipotesi dell'attivazione incompleta, e dal modello del deficit di trasmissione.

#### Ipotesi del blocco
L'ipotesi del blocco afferma che gli indizi di ricordo provocano la rievocazione di una parola legata al bersaglio che poi blocca la rievocazione della parola corretta e dà luogo al fenomeno punta della lingua. In altri termini, i TOT avvengono quando alla mente giungono rapidamente risposte plausibili ma inesatte ad una richiesta. La persona riconosce che le parole collegate non sono corrette ma non riesce a recuperare la parola giusta perché è inibita. Queste parole collegate sono dette bloccanti perché bloccano la capacità di recuperare la parola corretta. Questo spiega perché i TOT consentono di prevedere le prestazioni della memoria. Una volta rimossa l'inibizione della parola corretta o dimenticate le bloccanti, il TOT sarà superato. Le prove che dimostrerebbero la fondatezza di questa ipotesi sono minime perché è difficile da misurare. La maggior parte delle ricerche che muovono da questo approccio dànno ai partecipanti dei bloccanti e vedono se producono stati TOT. Questo metodo è controverso poiché non è chiaro se i bloccanti somministrati producano stati TOT o fungano da indizi per ricordare.
L'ipotesi che i bloccanti si comportino più similmente ad indizi per ricordare è confortata principalmente dall'idea delle somiglianze fonologiche tra la parola bersaglio e la parola bloccante. I bloccanti fonologici sono parole che suonano simili alla parola bersaglio. Secondo Bown & Harley, "i vicini fonologici (o bloccanti) di solito agiscono come supporto nel recupero lessicale piuttosto che come un ostacolo". Di converso, un argomento alternativo suggerisce che i bloccanti fonologici ostacolino la capacità di richiamare il bersaglio provocando uno stato punta della lingua.

Sembra più condivisa l'idea che bloccanti non agiscano come inneschi né come potenziatori, ma piuttosto come un effetto laterale. Nella ricerca di Metcalf e Kornell il periodo di incubazione aiutava i partecipanti a richiamare la parola nella stessa misura nei TOT originali non bloccati e nei TOT bloccati. Questo suggerisce che i bloccanti non abbiano alcun effetto sul richiamo o sulle cause degli stati punta della lingua.

#### Ipotesi dell'attivazione incompleta
L'ipotesi dell'attivazione incompleta afferma che i TOT avvengono quando la parola bersaglio nella memoria non è attivata quanto basta per essere richiamata ma i soggetti che vi incorrono possono ugualmente percepire la sua presenza. L'accessibilità della parola bersaglio fluttua a causa di fattori che aumentano il suo livello di attivazione, quali gli indizi. Il livello di attivazione della parola bersaglio può fluttuare ad un livello abbastanza alto da permettere che sia richiamata (dalla memoria), risolvendo lo stato TOT.

#### Modello del deficit di trasmissione
Il modello del deficit di trasmissione è basato su una teoria multi-componente della rappresentazione della memoria che suggerisce che le informazioni semantiche o fonologiche siano immagazzinate nella memoria e richiamate separatamente. Il modello del deficit di trasmissione assume che i TOT avvengano quando c'è l'attivazione della componente semantica della memoria della parola bersaglio ma questa attivazione non passa al livello fonologico della memoria della parola bersaglio. Pertanto, i TOT sono causati dal deficit di trasmissione di attivazione dal deposito della memoria semantica al deposito della memoria fonologica.
Secondo gli psicologi cognitivi Deborah M. Burke, del Pomona College, and Donald G. MacKay, dell'UCLA, questo fenomeno avviene principalmente per tre ragioni, tutte basate su una connessione neurale indebolita: il mancato uso frequente di una parola, il mancato uso recente di una parola, e l'invecchiamento.

### Concezione inferenziale
La concezione inferenziale del TOT afferma che i TOT non sono completamente inaccessibili, ma scaturiscono da indizi sul bersaglio che chi cerca di ricordare può mettere assieme. Vale a dire che chi cerca di ricordare inferisce la sua conoscenza sulla parola bersaglio, e l'imminenza del recupero dipende dalle informazioni cui può accedere dalla memoria a proposito della parola bersaglio. Queste concezioni negano che la presenza della parola bersaglio nella memoria possa avere un effetto nella creazione degli stati punta della lingua.

#### Teoria della consuetudine con l'indizio
La teoria della consuetudine con l'indizio suggerisce che i forti sentimenti suscitati dal riconoscimento di un indizio consueto inerente alla parola bersaglio causino il fenomeno punta della lingua. Un indizio consueto dovrebbe creare uno stato TOT, sia che la parola bersaglio sia conosciuta, sia che non lo sia. Quando si incontra un indizio per una parola bersaglio, si valuta il livello di riconoscimento, e un livello forte di riconoscimento provocherà uno stato punta della lingua. Si è rilevato che gli indizi ripetitivi tendono a creare più TOT che nel caso in cui viene dato un singolo indizio. Questo potrebbe indicare che i fattori indizio possono svolgere un ruolo nel causare stati TOT.

#### Euristica dell'accessibilità
L'euristica dell'accessibilità afferma che gli stati TOT sono indotti dalla quantità e forza delle informazioni che sono recuperate dalla memoria quando la parola bersaglio stessa non emerge. Quando si cerca una parola bersaglio, e quanto più le informazioni che sono recuperate dalla memoria sono percepite come connesse alla parola bersaglio, tanto più probabilmente saranno suscitati stati TOT.

## Fenomeno nel cervello

### Tecniche di neuroimaging usate nello studio del TOT
Il corpo della ricerca sui meccanismi neurologici del fenomeno punta della lingua è limitato. La ricerca in questa area ha usato la magnetoencefalografia (MEG) e la risonanza magnetica funzionale (fMRI) correlata all'evento.

### Attivazione neurologica nello stato TOT

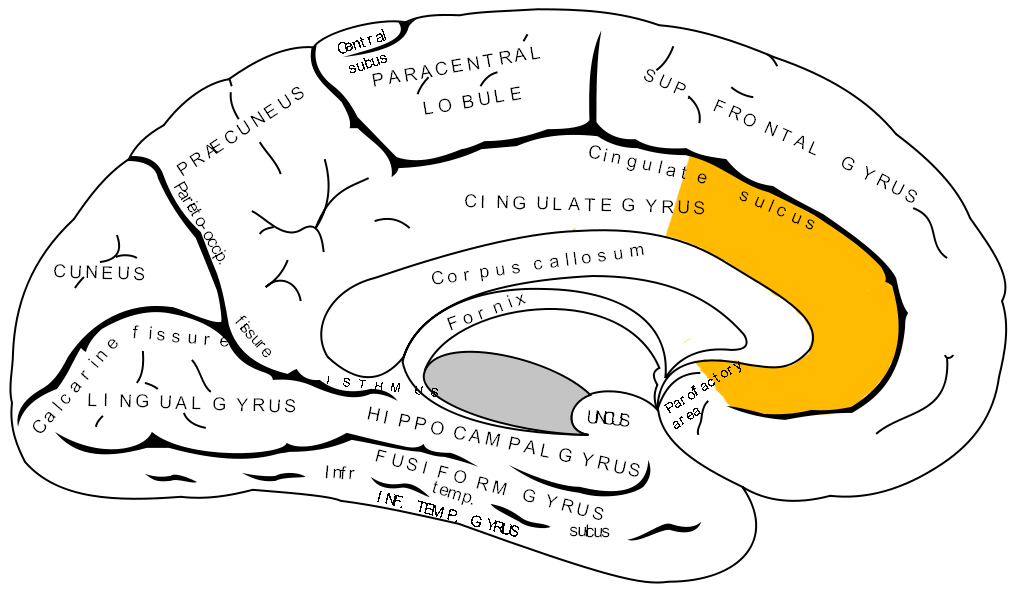
La corteccia cingolata anteriore mostra un'attivazione aumentata negli stati TOT.

Parecchie zone del cervello mostrano un'attivazione aumentata in uno stato TOT. Di seguito un elenco delle strutture specifiche che mostrano attivazione aumentata durante uno stato punta della lingua:
- Corteccia cingolata anteriore (ACC)[25][26]
- Corteccia cingolata posteriore (PCC)
- Corteccia dorsolaterale prefrontale (DLPFC) destra[25][26]
- Corteccia prefrontale inferiore destra (RIPC)[25]
- Corteccia frontale bilaterale anteriore[25]
- Corteccia parietale posteriore mediale[25]
- Corteccia bilaterale laterale parietale[25]
- Corteccia prefrontale bilaterale superiore[25]
- Circonvoluzione sopramarginale[26]
- Circonvoluzione temporale superiore[26]
- Area motoria supplementare[26]
- Lobo dell'insula sinistro.[27]

Si è visto che nello stato TOT l'attivazione del paraippocampo  è diminuita. Ad ogni modo, si possono fare inferenze sui ruoli di queste strutture in base a teorie sulle loro funzioni derivate da altri studi su queste strutture, non correlate al TOT.
Non si sa molto dell'esatta funziona di queste aree nel fenomeno punta della lingua. Le aree attivate durante il TOT possono variare a seconda della natura della parola bersaglio. Ad esempio, se la parola bersaglio è il nome di una persona l'area fusiforme facciale probabilmente apparirà attivata mentre chi cerca di ricordare elabora il volto della persona. Problemi come questo rendono difficile determinare quali aree siano specificamente coinvolte negli stati TOT, e quali siano un sottoprodotto di altre funzioni cognitive. Si ipotizza che la corteccia cingolata anteriore e la corteccia dorsolaterale prefrontale destra operino come un circuito per scoprire il conflitto, e possano svolgere questo ruolo nello scoprire il conflitto tra la sensazione di conoscere la parola bersaglio e l'incapacità di ricordare. La corteccia cingolata anteriore è coinvolta anche nelle emozioni e può mostrare attivazione a causa della reazione emotiva allo stato punta della lingua. La corteccia posteriore mediale parietale, la corteccia bilaterale laterale posteriore, e la corteccia bilaterale superiore prefrontale sono coinvolte nel richiamo alla memoria e valutazione, e quindi può giocare un ruolo nei processi metacognitivi implicati nel fenomeno punta della lingua come la valutazione della propria conoscenza e la probabilità di recupero dalla memoria.

## Fattori influenti

### Effetti del bilinguismo
C'è una significativa differenza nella quantità di TOT in cui incorrono monolingui e bilingui. I bilingui sembrano riferire la stessa quantità di TOT dei monolingui per i nomi propri ma significativamente più TOT per altre parole. Specificamente, quando si ponderi per il grado d'uso della lingua dominante e meno dominante, i bilingui hanno più TOT nella lingua meno dominante.
In una prova in cui si deve associare nomi a figure, i bilingui furono più lenti dei monolingui, anche quando potevano usare la loro prima e dominante lingua. Questo potrebbe forse essere la conseguenza del fatto che i bilingui usano quelle parole più raramente rispetto ai monolingui. I bilingui rappresentano praticamente il doppio di parole e di meccanismi cognitivi aggiuntivi per l'attivazione e la disattivazione delle lingue. Questi meccanismi introducono un ulteriore aggravio di elaborazione che i monolingui non affrontano. Inoltre, anche quando un compito sembra monolingue, il sistema bilingue non è mai funzionalmente "spento".

### Effetti delle sostanze

#### Lorazepam
Lorazepam è un tipo di benzodiazepina, una sostanza psicoattiva usato per il trattamento a breve termine di ansia, insonnia, crisi epilettiche acute, che induce uno stato di sedazione in pazienti ospedalizzati, ed anche sedazione di pazienti aggressivi. Si sono fatte ricerche per studiare gli effetti di lorazepam sugli stati TOT in reazione ad una domanda di cultura generale. In un compito di richiamo, i partecipanti che avevano ricevuto lorazepam raggiunsero un numero di risposte di totale richiamo pari a quello totalizzato dai partecipanti non trattati con lorazepam. Però i "partecipanti lorazepam" produssero più risposte inesatte ai loro stati TOT. Il lorazepam può inibire il recupero della risposta corretta. Questi partecipanti avvertirono la sensazione soggettiva di uno stato TOT solo dopo che era stato detto loro che la risposta era inesatta. Il lorazepam può inibire il recupero della risposta corretta. Ne consegue che apparentemente questi partecipanti non erano consapevoli che la loro risposta fosse inesatta e percepivano lo sensazione soggettiva degli stati TOT se venivano informati che la loro risposta era inesatta. Il lorazepam può creare le condizioni in cui vengono più facilmente in mente risposte alternative. Inoltre, il lorazepam sopprime le emozioni, e questo potrebbe spiegare perché i partecipanti che assumono questa sostanza non avvertono le sensazioni soggettive che accompagnano gli stati TOT; di conseguenza innescano il richiamo di risposte alternative. Queste risultanze suggeriscono che il lorazepam non aumenti la probabilità degli stati TOT ma in effetti inibisca il recupero di risposte corrette e la sensazione soggettiva degli stati TOT, portando i partecipanti a dare risposte scorrette senza esserne consapevoli.

#### Caffeina
La caffeina può avere numerosi effetti a livello cellulare ma è principalmente notevole per l'effetto "sveglia" che esercita sulle persone. È stata eseguita una ricerca implicante priming fonologico e TOT in cui i partecipanti assumevano 200 mg di caffeina o un placebo. I partecipanti rispondevano a 100 domande di cultura generale, tutte con una sola risposta corretta. Per ciascuna domanda, i partecipanti leggevano 10 parole "priming" che venivano mostrate su un monitor per un certo tempo.
Ogni lista di dieci parole priming aveva tra due e otto parole che erano fonologicamente collegate alla risposta esatta alla domanda, mentre le altre parole non avevano nulla a che fare. I partecipanti che avevano assunto caffeina avevano meno esperienze TOT del gruppo placebo, e questo faceva supporre un miglior richiamo di memoria. Comunque, nella condizione non collegata, il gruppo "caffeinizzato" andava peggio del gruppo placebo quanto alla capacità di recuperare parole. I risultati fanno supporre che questa dose di caffeina (equivalente a due tazze di caffè) possa temporaneamente ostacolare una persona nel richiamare a breve termine certe parole. Inoltre, l'effetto generalmente vantaggioso della caffeina sull'attenzione può essere eliminato.

### Effetti dell'età
L'età è un fattore importante quando si parla di stati TOT. Durante l'età adulta, la frequenza dei TOT aumenta, specie durante gli anni più avanzati. Paragonati ai giovani adulti, i più anziani in genere risultano avere più stati TOT, meno parole alternate, e meno informazioni fonologiche sulla parola bersaglio. Le caratteristiche del TOT riguardo all'età si sono concentrate sulle differenze neurobiologiche del cervello. La ricerca odierna che usa il neuroimaging ha confrontato gli schemi di cervello degli individui più giovani e più vecchi che affrontano stati TOT. Sembra che tanto i più vecchi quanto i più giovani impieghino una rete simile di zone del cervello durante gli stati TOT, come la corteccia prefrontale, il lobo dell'insula sinistro, e la corteccia motoria.
Tuttavia, gli individui più anziani mostrano differenze nelle attività in alcune aree se confrontati con individui più giovani. I TOT aumentano con la perdita (legata all'età) di materia grigia nella insulta sinistra, in relazione ai soggetti più vecchi. Ciò è accompagnato da minore attività nell'insula sinistra ed è collegato ad una più alta frequenza di TOT. Inoltre, è risultato che gli individui più anziani hanno una super-attivazione nella corteccia prefrontale quando incorrono in uno stato TOT. Questo potrebbe denotare una ricerca insistita quando il processo di richiamo si inceppa e si percepisce uno stato TOT.
Più specificamente, l'attivazione maggiore della corteccia motoria nei più anziani, e quella minore nei giovani adulti potrebbero riflettere differenze nella conoscenza che è usata per richiamare l'informazione bersaglio. L'uso di parole "priming" durante le prove di richiamo di parole generalmente riduce la frequenza dei TOT e migliora il richiamo della parola bersaglio ed è parso dare maggior beneficio negli adulti più anziani. Ciò è coerente con il modello di diffusione dell'attivazione, in cui le connessioni neurali sono rafforzate dal maggior uso. Sebbene le persone più anziane vadano incontro a stati punta della lingua più spesso di ogni altra categoria, alcuni studi hanno mostrato che gli stati punta della lingua frequenti non sono affatto legati alla demenza, che è comune negli anziani. Malgrado l'associazione dell'età avanzata con più bassi livelli di memoria episodica ed stati TOT più frequenti, i due fenomeni sembrano essere ampiamente indipendenti l'uno dall'altro.

### Effetti dell'emozione
È ben documentato che l'emozione influenza molte variabili della memoria come la quantità di ricordi richiamati e le attribuzioni della nostalgia. La questione riguardante l'emozione e il TOT è come essa influenzi lo stato punta della lingua e l'informazione che sta cercando di recuperare. Comunemente gli individui ascrivono le emozioni ai TOT. Si suggerisce che la maggioranza degli individui percepiscano negativamente i TOT. Si è dimostrato che provare un'emozione consente di prevedere la prestazione della memoria TOT in un momento successivo. I TOT emotivi hanno maggiori probabilità di essere richiamati più tardi dei TOT che non sono collegati ad esperienze emotive. Le emozioni e i TOT sono collegati alla teoria metacognitiva già menzionata. In questa teoria, i TOT informano il sistema cognitivo se l'informazione che si sta cercando di richiamare sia accessibile. Pertanto, le emozioni possono giocare un ruolo nella sensazione di TOT. Da alcune ricerche risulta che le domande che provocano un'attivazione emotiva creano TOT più delle domande che non scatenano emozioni. È apparso pure che l'attivazione emotiva può estendersi alle successive domande o informazioni che vengono richiamate pure se non hanno in sé rilevanza emotiva. Si è trovato che l'attivazione emotiva aumentava la probabilità di incorrere in un TOT. Il neuroimaging ha rilevato anche l'attivazione in alcune zone che sono associate con le emozioni; specificamente nella corteccia cingolata anteriore.

### Effetti di malattie
Se l'incapacità di ricordare parole, frasi o nomi è una malattia temporanea ma inabilitante, è nota (nel mondo anglosassone) come lethologica.

#### Disnomia
La disnomia è l'incapacità di richiamare parole e nomi ed è un sintomo comune dei pazienti affetti da afasia e malattia di Alzheimer (AD). È stata condotta una ricerca per scoprire in quale modo queste particolari malattie interessino i TOT in questi soggetti. In uno studio di Beeson, Holland e Murray (1997), ai partecipanti con malattia di Alzheimer e tre classiche sindromi afasiche (di Boca, disnomia e afasia da conduzione) fu chiesto di dire i nomi di alcune persone famosi. Gli affetti da disnomia risultavano superiori agli altri gruppi quanto a capacità di chiamare per nome le persone famose che venivano loro presentate. Ci si aspettava questo risultato dato che il gruppo ha un'afasia relativamente blanda. Tuttavia i gruppi con conduzione di Boca e AD non differiscono molto nell'attribuzione immediata o differita dei nomi a volti famosi. Tutti i gruppi fornirono alcune elementari informazioni nell'identificazione semantica per almeno metà dei quesiti presentati, facendo supporre che un discreto numero di quesiti dessero luogo a TOT. I gruppi conduzione e di Boca mostrarono la massima evidenza di TOT, ottenendo prestazioni migliori degli altri gruppi nell'identificazione delle lettere iniziali.

#### Dislessia
La dislessia, che è una disabilità nella lettura in cui una persona non riesce a leggere e ad interpretare parole, lettere, e simboli, è stata a sua volta riconosciuta influente sulla frequenza dei fenomeni TOT. In uno studio, bambini dislessici percepivano stati TOT più spesso dei bambini che leggevano normalmente ed inoltre evidenziavano "più errori nel … passo fonologico del richiamo di parole." Tuttavia, i bambini dislessici erano ancora in grado di richiamare il significato semantico sottostante a ciascuna parola che induceva uno stato TOT.

### Effetti di priming
La ricerca sul priming e la pratica usano test a parola singola per valutare la presenza di stati TOT. Viene indicata la prima lettera della parola bersaglio o di una parola assonante per ottenere un effetto "priming" per la parola bersaglio. La constatazione che si ricava sull'utilità del priming e dalla pratica nella riduzione degli stati TOT è che la maggior parte delle informazioni in stati TOT sono di scarsa frequenza; ossia, non sono state usate o richiamate per un certo tempo. Il carattere recente dell'uso dell'informazione può influenzare il processo di richiamo di quella informazione. La presentazione di un "suggerimento priming" è necessaria solo una volta per facilitare la risoluzione dello stato TOT. È stato trovato un supporto per il priming nel fatto che quando ai soggetti viene data la prima lettera della parola che stanno cercando di richiamare, è più probabile che riescano a superare il loro stato TOT. Quando la "parola priming" ha una fonologia simile alla parola bersaglio, si osserva un aumento della frequenza di stati TOT e una più alta frequenza di parole richiamate correttamente. Vengono in mente involontariamente parole inesatte che hanno caratteristiche fonologiche in comune con la parola bersaglio. Pertanto, la somiglianza fonologica può sia diminuire sia aumentare gli stati TOT. Però è possibile risolvere questo problema cambiando la classe sintattica della parola priming. Se la parola priming è in un elenco contenente altre parole priming non collegate, allora la posizione è importante. Quanto più presto compare nella lista la parola priming, tanto meno è probabile che possa contribuire a risolvere lo stato TOT.

### Effetti di gesticolazioni
Non si sa gesticolare sia utile per trovare una parola sfuggente durante un episodio TOT. È difficile stabilire se il partecipante [all'esperimento] stia gesticolando come sua forma normale di comunicazione o nel tentativo di superare l'episodio TOT e recuperare la parola bersaglio.

### Effetti di età di acquisizione
La velocità e l'esattezza con cui chi parla ricorda una parola sono influenzate dal momento della vita in cui la parola è stata acquisita per la prima volta. Specificamente, le parole imparate quando si era più giovani tendono ad essere ricordate più presto e accuratamente delle parole apprese in età avanzata (effetto età di acquisizione). Si è osservato che la probabilità di provare uno stato TOT dipende dall'età della vita in cui si è acquisita la parola: si rilevano più stati TOT nelle parole apprese di recente che in quelle apprese precocemente.